# نيكولا كنيجفيتش
نيكولا كنيجفيتش هو لاعب كرة قدم صربي في مركز الدفاع، ولد في 25 يوليو 1990 في تشاتشاك في صربيا. لعب مع FK Javor Ivanjica ‏.

## وصلات خارجية
- نيكولا كنيجفيتش على موقع قاعدة بيانات كرة القدم.إي يو (الإنجليزية)
- نيكولا كنيجفيتش على موقع Soccerway.com (الإنجليزية)